# Alder Lake
Alder Lake — кодова назва мікропроцесорів фірми Intel, що належать до 12-го покоління Intel Core і мають гібридну архітектуру: «великі» ядра Golden Cove і «малі» ядра Gracemont. Перші процесори очікуються у другій половині 2021 року. Очікується, що процесори все ще будуватимуться за технологічним процесом 10 нанометрів SuperFin, матимуть новий сокет LGA 1700 і підтримуватимуть пам'ять DDR5.

## Архітектурні зміни у порівнянні з Tiger Lake

### CPU
Процесор містить ядра Intel Golden Cove і Gracemont.
Додано такі нові інструкції:
- CLDEMOTE
- PTWRITE
- User Wait: TPAUSE, UMONITOR, UMWAIT
- Architectural LBRs
- HLAT
- SERIALIZE
- AVX-VNNI
- EHFI (англ. Enhanced Hardware Feedback Interface) і HRESET

### Ввід/вивід
- PCI Express 5.0
- Підтримка DDR5 для десктопних процесорів